# 米国国家毒性プログラム
米国国家毒性プログラム（べいこくこっかどくせいプログラム、英： National Toxicology Program 、略称：NTP）とはアメリカ合衆国保健福祉省が中心となり公衆衛生に関わる工業、農業、医薬化粧品、食品添加物等で使われる化学物質の毒物学、分子生物学の研究を行い毒性物質、特に発がん性物質の、最新の検査・研究手段の開発、試験、分類を行う省庁横断的プログラムである。評価結果は「発癌性物質報告書」にまとめられ隔年で刊行される。アメリカにおいてはEPA発癌性評価と共に発ガン性評価に関して権威の高い調査報告であり、過去に何度もこの報告書に載った物質が法律で規制されている。

## 歴史
1978年に当時の健康・教育・福祉省によって合衆国連邦政府内の様々な毒性物質テストを連係・統合し、毒性物質に関する科学的知識の増進や検査方法の開発・向上、また潜在的に危険な化学物質の情報を公的機関、科学・医学界、一般国民に提供する目的で作られた。これは当時の米議会や科学界に於いて環境中の化学物質による人間への影響の懸念が増加した為である。NTPは1981年に恒久的なプログラムとなった。

## 組織
米公的機関間の横断的プログラムである。主な参加機関はアメリカ保健福祉省の
- アメリカ国立衛生研究所(NIH)・国立環境衛生科学研究所(NIEHS)
- アメリカ疾病予防管理センター(CDC)・国立労働安全衛生研究所(NIOSH)
- アメリカ食品医薬品局(FDA)・国立毒性研究センター(NCTR)

であり、運営組織は国立環境衛生科学研究所に在りまたプログラムの責任者も同研究所の所長である。
NTPは以下の公式な外部グループから行政的、科学的勧告を受ける。
- NTP執行委員会(消費者製品安全委員会、国立癌研究所、環境保護庁、国立環境衛生センター、労働安全衛生局、国防省などより)
- NTP科学顧問会
- 代替毒性物質検査方法科学的勧告委員会